# Tổng Bí thư Đảng Cộng sản Campuchia
Tổng Bí thư Ban Chấp hành Trung ương Đảng Cộng sản Campuchia (tiếng Khmer: អគ្គលេខាធិការគណៈកម្មាធិការមជ្ឈិមបក្សកុម្មុយនីស្តកម្ពុជា) là chức vụ cao nhất trong Đảng Cộng sản Campuchia (CPK). Tổng Bí thư được bầu tại phiên họp toàn thể của Ban Chấp hành Trung ương Đảng, chủ trì công việc của Ban Bí thư và Bộ Chính trị. Chức vụ này bị bãi bỏ khi Đảng Cộng sản Campuchia giải thể vào năm 1981, hai năm sau khi bị tước quyền lực trong cuộc chiến tranh biên giới Việt Nam – Campuchia.

## Danh sách Tổng Bí thư Đảng Cộng sản Campuchia
| Số | Chân dung | Tên gọi (Sinh–Mất)            | Nhiệm kỳ            | Nhiệm kỳ            | Nhiệm kỳ         | Chú thích |
| Số | Chân dung | Tên gọi (Sinh–Mất)            | Từ                  | Đến                 | Tổng cộng        | Chú thích |
| -- | --------- | ----------------------------- | ------------------- | ------------------- | ---------------- | --- |
| 1  |           | Tou Samouth ទូ សាមុត (1915–1962) | 30 tháng 9 năm 1960 | 20 tháng 7 năm 1962 | 1 năm, 293 ngày  | Người giữ chức vụ mới lập; biến mất trong hoàn cảnh tranh chấp vào tháng 7 năm 1962. |
| 2  |           | Pol Pot ប៉ុល ពត (1925–1998)     | 22 tháng 2 năm 1963 | 6 tháng 12 năm 1981 | 18 năm, 287 ngày | Được bầu vào tháng 2 năm 1963, giữ chức vụ này cho đến khi bị giải thể vào năm 1981. Dưới sự lãnh đạo của ông, chi nhánh du kích của đảng, Khmer Đỏ, đã thành công trong việc lật đổ chính quyền quân sự Lon Nol do Mỹ hậu thuẫn, và vào ngày 17 tháng 4 năm 1975, thành lập Campuchia Dân chủ, một chế độ độc tài chủ nghĩa xã hội nông nghiệp. |